# Mavzolej
Mavzoléj je običajno razkošna stavba, praviloma namenjena za grobnico, ki kot spomenik obdaja prostor za pokop (grobnico). Lahko je samo spomenik brez grobnice. V krščanstvu mavzolej včasih vsebuje tudi kapelo.

## Splošno
Beseda izhaja iz grobnice v Halikarnasu v  današnjem Bodrumu v Turčiji, v kateri je bil pokopan perzijski satrap Mavzol, ki je bil de facto kralj Karije (vladal 377-353 pr. n. št.). Njegov  mavzolej je bil eno od sedmih čudes antičnega sveta.
V preteklosti in še sedaj so mavzoleji velike in impresivne zgradbe namenjene umrlim voditeljem ali drugim pomembnim osebam ali skupinam oseb. V številnih državah so bili manjši mavzoleji priljubljeni pri plemstvu. V rimskem imperiju so se nahajali v nekropolah ali ob cestah: Apijeva cesta, cesta, ki teče iz Rima, ima nekaj milj izven mesta ohranjene ruševine številnih zasebnih mavzolejev. Ko je krščanstvo postalo prevladujoča vera, so mavzoleje za nekaj stoletij začeli opuščati.
V ne tako davni preteklosti so bili mavzoleji zopet priljubljeni v Evropi in njenih kolonijah. Mavzolej kot zgradba oklepa grobnico, ki je lahko v celoti nad tlemi ali v jami pod nadgradnjo. Grobnica vsebuje trupla ali le posamezne organe, shranjene brez ali v sarkofagu, v nišah, če jih je več v eni grobnici. Sodobni mavzoleji imajo lahko tudi funkcijo kolumbarija (zgradba ali zid, navadno pri krematoriju, z vdolbinami za shranjevanje žar) z dodatnimi nišami za žare.
Mavzolej se lahko nahaja na pokopališču, na cerkvenih ali na zasebnih zemljiščih.
V krščanstvu se lahko ta izraz uporablja tudi za grobnico ali grobišče v sklopu cerkvene zgradbe. Primer je katedrala Marijinih angelov v Los Angelesu v Kaliforniji, ki ima 6.000 grobov in žar kleti stavbe.

## Pomembnejši mavzoleji po svetu

### Afrika
- Mavzolej Dr. John Garang De Mabior v Jubi, Južni Sudan.
- Egipčanske piramide
- Kraljevi mavzolej v Mavretaniji
- Mošeja Al Hussein v Kairu, Egipt – Svetišče in mavzolej, za katerega nekateri menijo, da je v njem pokopan vnuk islamskega preroka Mohameda.
- Mavzolej Qalawun v Kairu, Egipt, po mnenju strokovnjakov eden najlepših srednejveških mavzolejev.
- Dr. Bingu Wamutarika, predsednik Malawija je zgradil mavzolej svoji prvi ženi leta 2010. V grobnici je prostor tudi zanj.
- Mavzolej zgrajen za Ganskega prvega predsednika Kwame Nkrumaha na robu glavnega mesta Acra.

### Vzhodna Azija
- Tadž Mahal v Agri, Indija
- Grobnica Humajunov v Delhiju, Indija
- Mavzolej cesarja Qina I. - največji podzemni labirint, Xi'an, Kitajska
- Piramide starodavne Kitajske so tudi vrsta mavzoleja
- Mavzolej Qianling na Kitajskem - ostanki hiše cesarja Gaozong Tanga in cesarica Wu Zetian, skupaj 17 grobnic.
- Džingiskanov mavzolej v kraju Ordos, Notranja Mongolija.
- grob Jahangir, Shahdara v bližini Lahoreja, Pakistan.
- Mazar-e-Quaid v Karačiju, Pakistan
- Data Durbar v Lahoreju, Pakistan
- Mavzolej Hazrat Mai Safoora Qadiriyya, Pandžab, Pakistan
- Ho Chi Minh-ov mavzolej, Hanoj, Vietnam
- Sončna palača Kumsusan ali Kim Il-sung-ov in Kim Jong-Ilov mavzolej, Pjongjang, Demokratična ljudska republika Koreja (Severna Koreja)
- Mavzolej Mao Cetunga, Peking, Kitajska
- Quezon Memorial, Quezon, Filipini - hiša filipinskega predsednika Manuela Quezona in njegove žene Aurore.
- Astana Giribangun Suharto - družinski kompleks v javanskem tradicionalnem stilu, Karanganyar, Centralna Java, Indonezija
- Kompleks Imogiri, Imogiri, Centralna Java - pokopališče za kralje Matarama in Hamengkubuwana v Yogyakarti, Pakubuwono, Surakarta
- Marcosov muzej in mavzolej v mestu Batac, Severni Ilocos, Filipini, mavzolej nekdanjega filipinskega predsednika Ferdinanda E. Marcosa

### Zahodna in Srednja Azija
- Mavzolej Maussollos, Halikarnas, Turčija
- Grobnica Kira Velikega, Pasargad, Iran
- Nakš-e Rostam v Perzepolisu v Iranu, grobnice perzijskih kraljev Ahemenidov (522-486 pred našim štetjem).
- svetišče Bab in svetišče Bahá'u'lláh v Haifi in Acri, Izrael
- Ataturkov mavzolej Anitkabir, ustanovitelja Republike Turčije, Ankara, Turčija
- Mošeja Imama Husayna, Karbala, Iran - tukaj naj bi bili pokopani glava in telo Husayn ibn Alija, skupaj z vsemi drugimi, ki so padli v bitki pri Karbali, Iran
- Svetišče Imama Reza, Mašhad, Iran
- Homeinijev Mavzolej v Teheranu, Iran
- Mavzolej Samanidov, Buhara, Uzbekistan
- Timurjev mavzolej Gur-e-Amir, Samarkand, Uzbekistan
- Mavzoleji na pokopališču Šah-i-Zinda, Samarkand, Uzbekistan
- Turkmenbašijev mavzolej v Ašhabadu, Turkmenistan

### Evropa
- Hamiltonov mavzolej pri Hamiltonu na Škotskem
- Mavzolej Karadžordževičev, cerkev svetega Jurija, Oplenac, Topola,  Srbija
- Kraljevi mavzolej in vojvodinje Kentske, Frogmore, Anglija
- Leninov mavzolej v Moskvi, Rusija.
- Avgustov mavzolej v Rimu, Italija.
- Hadrijannov mavzolej v Rimu, Italija
- Teoderikov mavzolej v Raveni, Italija
- Mavzolej Gale Placidije v Raveni, Italija
- Batenbergov mavzolej v Sofiji, Bolgarija
- Mavzolej Georgija Dimitrova v Sofiji, Bolgarija (uničen)
- Mavzolej Stoke-on-Trent v Angliji
- Panthéon, Pariz v Franciji
- Les Invalides v Franciji
- Mavzolej Petra II. Petroviča Njegoša na Lovčenu, Črna gora
- Mavzolej Ivana Meštroviča, Otavice, Drniš, Hrvaška
- Hiša cvetja, Titov mavzolej, Beograd, Srbija

### Severna Amerika
- Henry Flagler je mavzolej v St. Augustine, Florida
- Grant Tomb, New York - naj bi temeljila na prvotnem mavzoleju Mausolos
- Grobnica Abrahama Lincolna v Springfieldu, ZDA
- Milesov mavzolej na pokopališču Arlington
- Mavzolej Queen of Heaven na pokopališču Queen of Heaven, Hillside, Illinois
- Kapela Rose na pokopališču Roseland Park, Berkley, Michigan
- grobnice maskot UGA znotraj Sanford Stadium, Atene, Georgia
- svetišče Good Shepherd Chapel, Green Bay, Wisconsin
- Eatonov mavzolej, Toronto, Ontario

### Oceanija
- Massey Memorial v Wellingtonu, Nova Zelandija, kjer sta pokopana novozelandski premier William Massey in njegova žena.
- Royal Mausoleum v Honoluluju na Havajih, kjer so pokopani člani rodbin Kamehameha in Kalākaua

### Latinska Amerika
- El Ángel - stolp zmage in mavzolej junakov mehiške neodvisnosti v Ciudad de Mexico, Mehika
- Monumento a la Revolución - spomenik in mavzolej, junakom mehiške revolucije v Ciudad de Mexico, Mehika
- obelisk v Sao Paolu - mavzolej junakom revolucije Constitutionalist v mestu Sao Paulo, Brazilija
- Chico Xavier - mavzolej v Uberabi, Minas Gerais, Brazilija
- Plaza de Los Heroes - mavzolej junakom pacifiške vojne v Valparaiso, Čile

## Mavzoleji v Sloveniji
- Mavzolej Antona Auersperga (Anastazija Grüna) v Leskovcu pri Krškem
- Hočevarjev mavzolej v Krškem - spomenik kulturnega pomena[3]
- Mavzolej generalu Mauriziu Ferrantu Gonzaga na gori Vodice, Sveta Gora nad Solkanom
- Majdičev mavzolej v Prešernovem gaju v Kranju